# Pétard
Pour les articles homonymes, voir Pétard (homonymie).

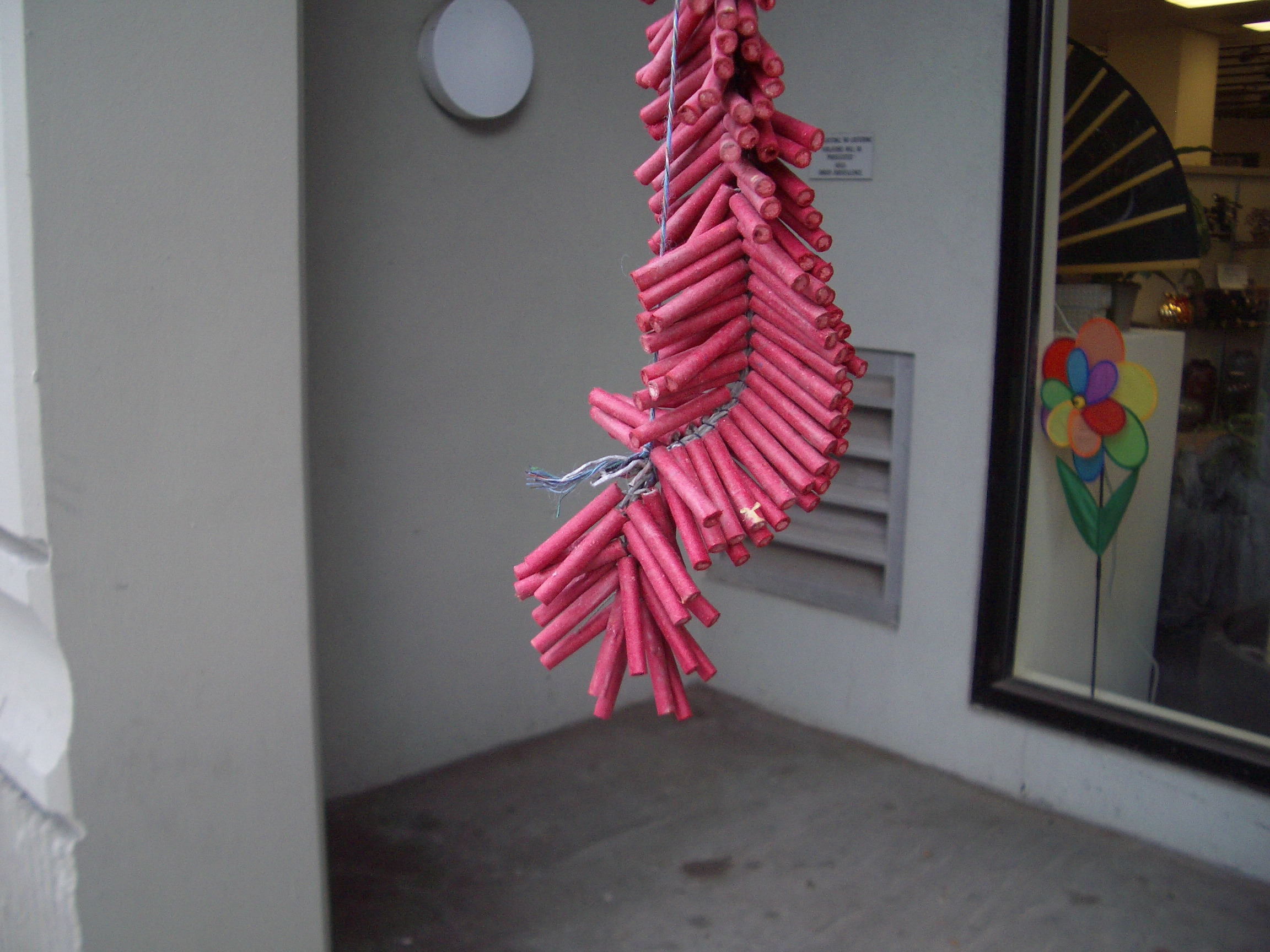
Une chaîne de pétards servant à souligner le nouvel an chinois

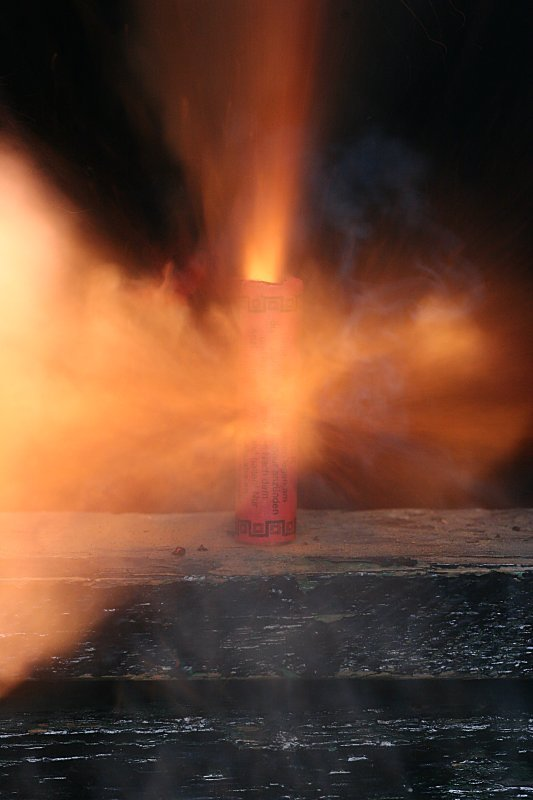
Un pétard en pleine explosion

Un pétard est un dispositif explosif de faible puissance principalement utilisé pour la déflagration bruyante qu'il produit. Ces artifices participent à l'ambiance de nombreux rassemblements populaires et fêtes, traditionnelles notamment, comme le nouvel an dans de nombreux pays.
La faible puissance des pétards est relative, certains modèles détonent assez fort pour blesser ou mutiler si l'on ne respecte pas le mode d'emploi du fabricant.
L'usage non conforme fait néanmoins partie des pratiques courantes chez nombre d'utilisateurs, qu'il s'agisse de lancer allumé ou de destruction matérielle. Les mèches courtes et les éclats d'objets amènent beaucoup d'imprudents aux urgences.
En France, ces artifices sont réglementés par la loi et se divisent en plusieurs classes.

## Constitution générale d'un pétard
- d'un cylindre conteneur de papier enroulé, obstrué à chaque extrémité par retournement des parois et/ou par un bouchon de mortier ou d'argile comprimé. Les couches de papier extérieures sont généralement colorées en rouge ("rouge pétard").
- d'une charge de poudre à canon confinée au centre du cylindre.
- d'une mèche qui dépasse d'une extrémité du cylindre (parfois d'un de ses côtés) et plonge dans la charge pour permettre son allumage.
- certains modèles contiennent une bourre supplémentaire constituée d'argile en poudre de part et/ou d'autre de la charge.

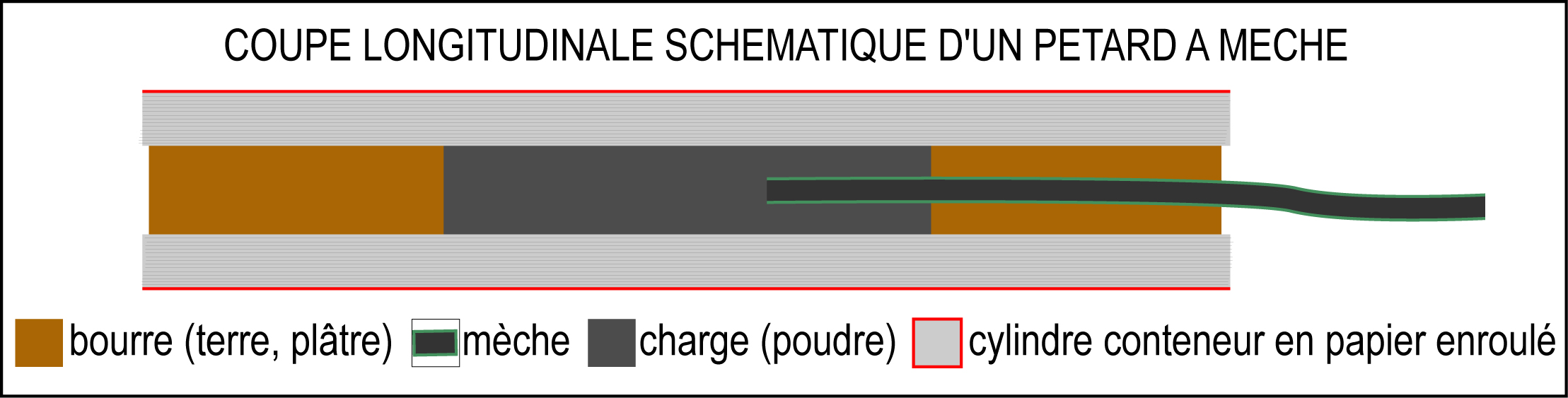
Schéma d'un pétard

La mèche classique (gaine de cellulose grise contenant de la poudre noire), source d'imprécision et de problèmes d'allumage, est remplacée chez certains fabricants par de la "mèche visco".
Cette mèche plus fiable dispose d'une vitesse de combustion plus homogène et prévisible, source d'un peu plus de sécurité dans certaines pratiques à risques.
Elle est enveloppée d'un tissé textile et enduite d'une matière plastique (nitrocellulose) qui la protège de l'humidité et permet à la combustion de se poursuivre même si la mèche est totalement immergée dans l'eau.

## Les différentes gammes
- Les fumigènes. Ce sont des éléments dégageant de la fumée sulfureuse.
- Les fusées. Ce sont des pétards utilisant une propulsion arrière, leur permettant de monter à une trentaine de mètres.
- Les pétards réguliers. Pétards à mèche dont la quantité de poudre à canon peut varier selon les explosifs.
- Les chaînes successives de pétards, imitant le bruit des mitraillettes. Elles en contiennent de 20 à 1 000 explosant à la chaîne.
- Les ficelles détonantes qui s'utilisent en tirant sur les extrémités d'une ficelle pour faire exploser le  pétard situé au milieu.
- Les pétards à jeter (marques Pets du Diable, Pois Fulminants, Claque Doigt), petits sachets de papier contenant quelques cristaux ou graviers couverts de faibles quantités de fulminate d'argent. Le sachet détone lorsqu'on le jette au sol, ou qu'on le frotte entre deux doigts.
- Les amorces, petites capsules de plastique contenant une faible dose de fulminate d'argent que l'on fait détoner par percussion.
- Les pétards à grattoir qui s'allument comme des allumettes de sûreté, par friction sur un support au phosphore. La mèche lente est contenue dans le corps du pétard, elle laisse assez de temps à l'utilisateur pour le jeter au loin après allumage.

## Conséquences sur la santé
L'usage de pétards peut causer des pertes d'audition,,.
Ils peuvent également être à l'origine d'amputations de doigts et de brûlures .

## Sécurité
En France, les pétards sont répartis en quatre catégories de dangerosité, numérotées de F1 à F4, auxquelles s'ajoutent les catégories T1 et T2 pour les articles destinés au théâtre. Seule la catégorie F1 est autorisée pour les mineurs de plus de 12 ans. Les catégories F2 et F3 ne sont accessibles qu'aux personnes majeures. Pour la catégorie F2, c'est une spécificité française 
Depuis juillet 2010, ces catégories remplacent les précédentes catégories K1 à K4.